# FP-45 리버레이터
.45구경 섬광탄발사기 리버레이터(Flare Projector Caliber .45; FP-45 Liberator)는 제2차 세계 대전 당시 제너럴 모터스社 가 만든 권총이다. 프랑스 전역에 보급되어 독일군의 뒤통수를 치려 했으나. 실전에 쓰이지는 못하고. 평가도 좋지 못해 일회용 권총이라는 이름만 남기고 사라졌다.